# La Boissière-des-Landes
La Boissière-des-Landes és un municipi francès situat al departament de Vendée i a la regió de País del Loira. L'any 2007 tenia 1.250 habitants.

## Demografia

### Població
El 2007 la població de fet de La Boissière-des-Landes era de 1.250 persones. Hi havia 481 famílies de les quals 99 eren unipersonals (58 homes vivint sols i 41 dones vivint soles), 164 parelles sense fills, 197 parelles amb fills i 21 famílies monoparentals amb fills.
La població ha evolucionat segons el següent gràfic:
Habitants censats

### Habitatges
El 2007 hi havia 565 habitatges, 486 eren l'habitatge principal de la família, 54 eren segones residències i 25 estaven desocupats. 559 eren cases i 4 eren apartaments. Dels 486 habitatges principals, 354 estaven ocupats pels seus propietaris, 123 estaven llogats i ocupats pels llogaters i 8 estaven cedits a títol gratuït; 13 tenien dues cambres, 80 en tenien tres, 136 en tenien quatre i 257 en tenien cinc o més. 414 habitatges disposaven pel capbaix d'una plaça de pàrquing. A 178 habitatges hi havia un automòbil i a 284 n'hi havia dos o més.

### Piràmide de població
La piràmide de població per edats i sexe el 2009 era:
| Homes | Edats   | Dones |
| ----- | ------- | ----- |
| 0     | 95 o +  | 0     |
| 0     | 90 a 94 | 4     |
| 0     | 85 a 89 | 12    |
| 0     | 80 a 84 | 0     |
| 16    | 75 a 79 | 8     |
| 20    | 70 a 74 | 28    |
| 24    | 65 a 69 | 28    |
| 20    | 60 a 64 | 32    |
| 20    | 55 a 59 | 16    |
| 40    | 50 a 54 | 40    |
| 52    | 45 a 49 | 28    |
| 56    | 40 a 44 | 44    |
| 36    | 35 a 39 | 48    |
| 40    | 30 a 34 | 28    |
| 48    | 25 a 29 | 20    |
| 12    | 20 a 24 | 40    |
| 36    | 15 a 19 | 52    |
| 52    | 10 a 14 | 28    |
| 20    | 5 a 9   | 40    |
| 44    | 0 a 4   | 16    |

## Economia
El 2007 la població en edat de treballar era de 863 persones, 673 eren actives i 190 eren inactives. De les 673 persones actives 633 estaven ocupades (351 homes i 282 dones) i 39 estaven aturades (13 homes i 26 dones). De les 190 persones inactives 64 estaven jubilades, 68 estaven estudiant i 58 estaven classificades com a «altres inactius».

### Ingressos
El 2009 a La Boissière-des-Landes hi havia 519 unitats fiscals que integraven 1.350,5 persones, la mediana anual d'ingressos fiscals per persona era de 17.396 €.

### Activitats econòmiques
Dels 40 establiments que hi havia el 2007, 1 era d'una empresa extractiva, 3 d'empreses alimentàries, 10 d'empreses de construcció, 9 d'empreses de comerç i reparació d'automòbils, 2 d'empreses de transport, 2 d'empreses d'hostatgeria i restauració, 1 d'una empresa financera, 5 d'empreses de serveis, 4 d'entitats de l'administració pública i 3 d'empreses classificades com a «altres activitats de serveis».
Dels 11 establiments de servei als particulars que hi havia el 2009, 1 era un taller de reparació d'automòbils i de material agrícola, 3 paletes, 3 guixaires pintors, 1 fusteria, 1 lampisteria i 2 perruqueries.
Dels 3 establiments comercials que hi havia el 2009, 2 eren carnisseries i 1 un drogueria.
L'any 2000 a La Boissière-des-Landes hi havia 24 explotacions agrícoles que ocupaven un total de 1.360 hectàrees.

## Equipaments sanitaris i escolars
El 2009 hi havia 2 escoles elementals.

## Poblacions més properes
El següent diagrama mostra les poblacions més properes.